# Symfonie nr. 35 (Mozart)
Symfonie nr. 35, of Haffner Symfonie, in D majeur, KV 385, is een symfonie van Wolfgang Amadeus Mozart. Hij schreef het stuk in 1782.

## Orkestratie
De symfonie is geschreven voor:
- Twee fluiten.
- Twee hobo's.
- Twee klarinetten in A.
- Twee fagotten.
- Twee hoorns in D en G.
- Twee trompetten in D.
- Pauken.
- Strijkers.

## Delen
De symfonie bestaat uit vier delen:
1. Allegro con spirito, 3/4
2. Andante, 2/4
3. Menuetto, 3/4
4. Presto, 2/2